# Operation Sharp Guard

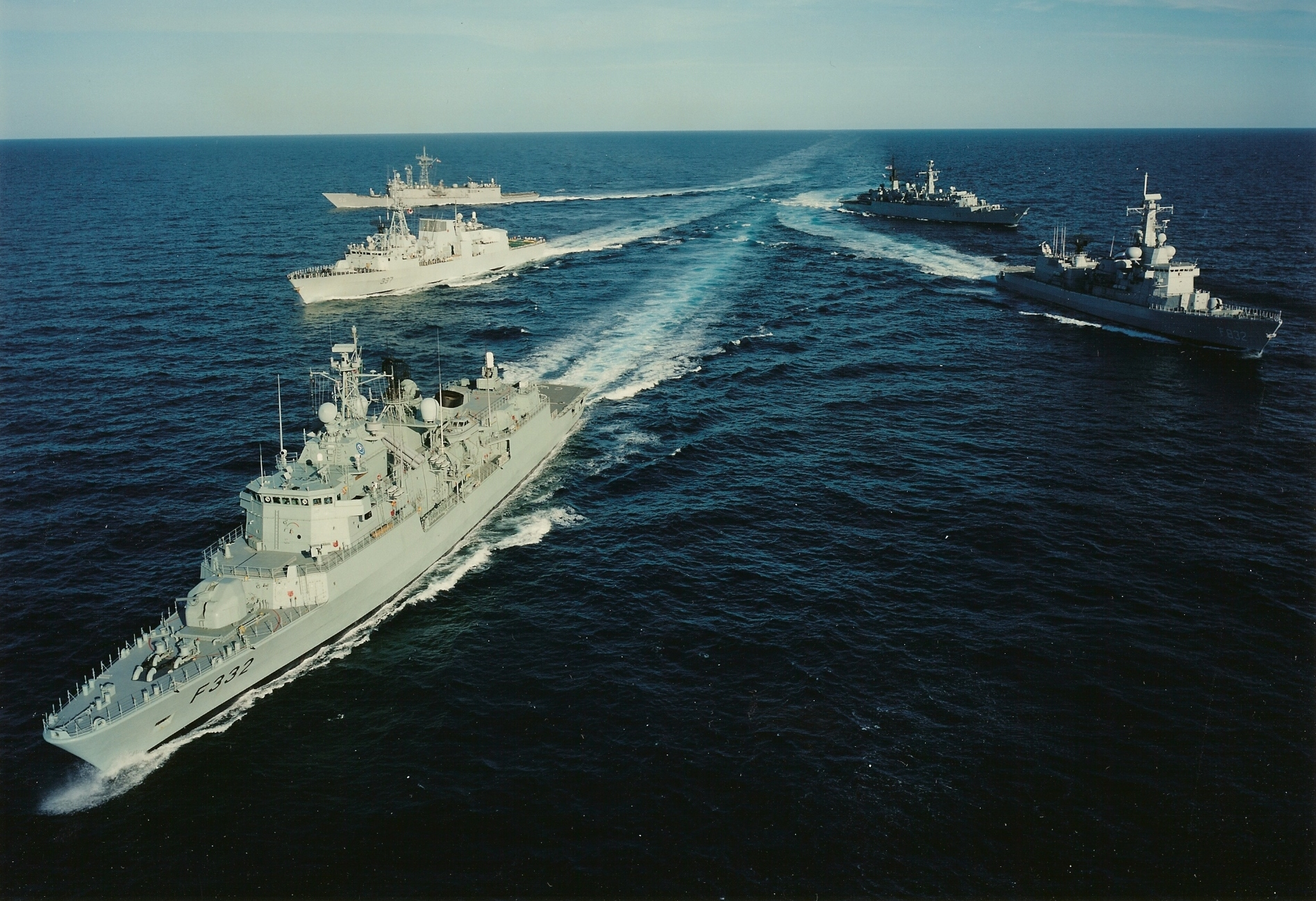
NATO-Kriegsschiffe während der Operation Sharp Guard (1995)

Die Operation Sharp Guard war eine gemeinsame Operation der NATO und der Westeuropäischen Union (WEU) und wurde durch mehrere UN-Resolutionen (713, 757, 787, 820, 943) gedeckt. Sie begann offiziell am 15. Juni 1993 und löste die Operation Maritime Guard (NATO) und die Operation Sharp Fence (WEU) ab. Ziel der Mission war das Durchsetzen der Wirtschaftssanktionen und des Waffenembargos gegen die Bundesrepublik Jugoslawien in den Operationsgebieten Otranto und Montenegro, einschließlich der Hoheitsgewässer Albaniens und Montenegros zur See und in der Luft.

## Geschichte
Die Operation wurde größtenteils durch Kriegsschiffe durchgeführt, die durch Seefernaufklärer und AWACS-Frühwarnflugzeuge unterstützt wurden. An der Combined Task Force 440 im Operationsgebiet der südlichen Adria nahmen NATO-Schiffe auch aus Kontingenten der ständigen maritimen NATO-Einsatzverbände Standing Naval Force Mediterranean (STANAVFORMED/SNFM), Standing Naval Force Atlantic (STANAVFORLANT/SNFL) und der Contingency Maritime Force (WEUCONMARFOR) der Westeuropäischen Union teil. Die Seefernaufklärer aus acht NATO-Staaten mit den Flugzeugtypen Breguet Atlantic, P-3 Orion und Nimrod hatten ihrer Stützpunkte auf den italienischen Militärflugplätzen Cagliari/Elmas und Sigonella. Acht AWACS-Flugzeuge vom Typ E-3A Sentry NATO Airborne Early Warning Force (NAEWF) operierten zeitgleich für die Operation Sharp Guard und die Operation Deny Flight, ebenso zwei britische AWACS-Flugzeuge vom Typ E-3D und französische E-3F. Die Frühwarnflugzeuge nutzten die Air Base Geilenkirchen in Deutschland, die Aviano Air Base und den Flughafen Trapani in Italien und RAF Waddington in England.
Am 13. März 1994 wurde das Embargo gegen Kleinwaffen durch die UN-Resolution 1021 und des Friedensabkommens General Framework Agreement for Peace (GFAP) für Bosnien-Herzegowina eingestellt. Die Einheiten im Rahmen von Sharp Guard kontrollierten daraufhin nur noch Schiffe nach schweren Waffen und der dazugehörigen Munition, sowie Minen, Militärflugzeuge und Hubschrauber.
Am 1. Mai 1994 verhinderten die multinationalen Seestreitkräfte das Durchbrechen des im Auftrag der jugoslawischen Marine eingesetzten und in Malta registrierten Öltankers Lido II. Das Schiff wurde wegen Verletzung des Embargos in italienische Hoheitsgewässer eskortiert.
Am 22. November 1995 wurde das Handelsembargo von den Vereinten Nationen durch die UN-Resolution 1022 suspendiert. Missionen im Rahmen der Operation Sharp Guard endeten am 19. Juni 1996, offiziell lief sie aber bis zum Ende der Aufhebung der letzten Sanktionen am 2. Oktober 1996.

## Beteiligte Nationen
An der Gesamtoperation waren insgesamt 14 Staaten beteiligt: Belgien, Dänemark, Deutschland, Frankreich, Griechenland, Großbritannien, Italien, Kanada, Niederlande, Norwegen, Portugal, Spanien, Türkei und die USA.
Der Kommandeur der Combined Task Force 440 war der italienische Admiral Mario Angeli und zugleich Befehlshaber des Allied Naval Forces Southern Europe (NAVSOUTH). Sein Stellvertreter war Konteradmiral Gianfranco Coviello. Die Seefernaufklärereinsätze der Combined Task Force 440 wurden von dem Befehlshaber der Combined Task Force 431, Rear Admiral John R. Ryan von der US Navy geleitet.
Die Bundeswehr beteiligte sich ab 18. Juni 1993 mit zwei Schiffseinheiten (Zerstörer oder Fregatten), die etwa alle vier Monate ausgetauscht wurden. Im Einsatz waren unter anderem die Zerstörer Mölders und Rommel sowie die Fregatten Rheinland-Pfalz, Niedersachsen, Karlsruhe, Lübeck, Köln, Augsburg und Emden. Von Cagliari/Elmas auf Sardinien aus operierend, beteiligten sich drei Seefernaufklärer vom Typ Breguet Atlantic mit 60 Soldaten und flogen 695 Einsätze. Im Hauptquartier des Oberbefehlshabers der Allied Naval Forces Southern Europe (COMNAVSOUTH) in Neapel verstärkten darüber hinaus Offiziere und Unteroffiziere mit Portepee der Deutschen Marine die Stäbe des Commander Submarines Mediterranean (COMSUBMED) und des Commander Maritime Air Forces Mediterranean (COMMARAIRMED), die die an der Operation Sharp Guard teilnehmenden Unterseeboote und Seefernaufklärer operativ führten.
Nach dem Missionsende im Juni 1996 wurde für den Fall des Wiederauflebens der Wirtschaftssanktionen eine deutsche Fregatte der NATO Standing Naval Force Mediterranean im Mittelmeer und drei Seefernaufklärer des Marinefliegergeschwaders 3 „Graf Zeppelin“ (MFG 3) auf dem Fliegerhorst Nordholz bis zum 1. Oktober 1996 in einer fünftägigen Bereitschaft gehalten.
Am 21. Dezember 1995 kam es beim Aussetzen des schnellen Beiboots der Karlsruhe zu einem tödlichen Unfall, als das Boot kippte und ein 25-jähriger Maat zwischen den Bordwänden des Beibootes und der Fregatte eingeklemmt wurde. Er erlag seinen Verletzungen auf dem Flug zum Festland.

## Bilanz
Während der Operation Sharp Guard einschließlich der Operationen Maritime Guard (NATO) und Sharp Fence (WEU) wurden vom 22. November 1992 bis zum 18. Juni 1996:
- 74.192 Schiffe abgefragt
- 5.951 Schiffe kontrolliert (davon 262 durch Deutschland)
- 1.480 Schiffe wurden zur genaueren Untersuchung in einen italienischen Hafen umgeleitet

Die beteiligten Streitkräfte verzeichneten 19.699 Schiffstage auf See, 7.151 Flüge von Seefernaufklärern und 6.174 Flüge von NATO- und französischen AWACS-Frühwarnflugzeugen.